# Futbolista del año en Croacia
El premio al Futbolista croata del año (en croata: Nogometaš godine) es el premio anual que condecora al mejor futbolista de Croacia. Es otorgado por el diario Večernji list al mejor jugador de fútbol en el año anterior sobre la base de un sistema de puntos que mide sus actuaciones con su club y la selección. El premio se presenta generalmente en una ceremonia organizada por la Federación Croata de Fútbol.
El premio fue fundado por el propio periódico en 1972 y hasta el año 1990 premió al mejor jugador de Yugoslavia del año anterior. Desde 1991 y tras la desintegración de Yugoslavia, el premio se otorga a los mejores jugadores croatas. Luka Modrić tiene el récord de mayor número de victorias con diez premios que ha recibido entre 2007 y 2021, seguido de Davor Šuker, con seis triunfos entre 1992 y 1998.
En 1995 se introdujo un premio independiente denominado Promesa del año (Nada godine), otorgado al mejor jugador joven croata.

## Palmarés

### Futbolista croata del año
| Año  | Jugador (Títulos)     | Club              |
| ---- | --------------------- | ----------------- |
| 1991 | Zvonimir Boban (1)    | AC Milan          |
| 1992 | Davor Šuker (1)       | Sevilla FC        |
| 1993 | Alen Bokšić (1)       | SS Lazio          |
| 1994 | Davor Šuker (2)       | Sevilla FC        |
| 1995 | Davor Šuker (3)       | Sevilla FC        |
| 1996 | Davor Šuker (4)       | Real Madrid       |
| 1997 | Robert Prosinečki (2) | Croacia Zagreb    |
| 1997 | Davor Šuker (5)       | Real Madrid       |
| 1998 | Davor Šuker (6)       | Real Madrid       |
| 1999 | Zvonimir Boban (2)    | AC Milan          |
| 2000 | Nenad Bjelica (1)     | NK Osijek         |
| 2001 | Igor Tudor (1)        | Juventus FC       |
| 2002 | Stipe Pletikosa (1)   | Hajduk Split      |
| 2003 | Dado Pršo (1)         | AS Monaco         |
| 2004 | Dado Pršo (2)         | Rangers FC        |
| 2005 | Dado Pršo (3)         | Rangers FC        |
| 2006 | Eduardo Alves (1)     | Dinamo Zagreb     |
| 2007 | Luka Modrić (1)       | Dinamo Zagreb     |
| 2008 | Luka Modrić (2)       | Tottenham Hotspur |
| 2009 | Ivica Olić (1)        | Bayern Munich     |
| 2010 | Ivica Olić (2)        | Bayern Munich     |
| 2011 | Luka Modrić (3)       | Tottenham Hotspur |
| 2012 | Mario Mandžukić (1)   | Bayern Munich     |
| 2013 | Mario Mandžukić (2)   | Bayern Munich     |
| 2014 | Luka Modrić (4)       | Real Madrid       |
| 2015 | Ivan Rakitić (1)      | FC Barcelona      |
| 2016 | Luka Modrić (5)       | Real Madrid       |
| 2017 | Luka Modrić (6)       | Real Madrid       |
| 2018 | Luka Modrić (7)       | Real Madrid       |
| 2019 | Luka Modrić (8)       | Real Madrid       |
| 2020 | Luka Modrić (9)       | Real Madrid       |
| 2021 | Luka Modrić (10)      | Real Madrid       |
| 2022 | Luka Modrić (11)      | Real Madrid       |
| 2023 | Luka Modrić (12)      | Real Madrid       |
| 2024 | Luka Modrić (13)      | Real Madrid       |

### Promesa del año
| Año  | Jugador             | Club             |
| ---- | ------------------- | ---------------- |
| 1995 | Dario Šimić         | Croacia Zagreb   |
| 1996 | Jurica Vučko        | Hajduk Split     |
| 1997 | Silvio Marić        | Croacia Zagreb   |
| 1998 | Jurica Vranješ      | NK Osijek        |
| 1999 | Tomo Šokota         | Croatia Zagreb   |
| 2000 | Krunoslav Lovrek    | NK Zagreb        |
| 2001 | Ivica Olić          | NK Zagreb        |
| 2002 | Niko Kranjčar       | Dinamo Zagreb    |
| 2003 | Goran Ljubojević    | NK Osijek        |
| 2004 | Luka Modrić         | Inter Zaprešić   |
| 2005 | Leon Benko          | NK Varaždin      |
| 2006 | Ante Rukavina       | HNK Šibenik      |
| 2007 | Nikola Kalinić      | Hajduk Split     |
| 2008 | Marin Tomasov       | NK Zadar         |
| 2009 | Milan Badelj        | Dinamo Zagreb    |
| 2010 | Šime Vrsaljko       | Dinamo Zagreb    |
| 2011 | Mateo Kovačić       | Dinamo Zagreb    |
| 2012 | Franko Andrijašević | Hajduk Split     |
| 2013 | Ante Rebić          | Fiorentina       |
| 2014 | Tin Jedvaj          | Bayer Leverkusen |
| 2015 | Ante Ćorić          | Dinamo Zagreb    |
| 2016 | Filip Benković      | Dinamo Zagreb    |
| 2017 | Lovro Majer         | Lokomotiv Zagreb |

Notas:
- El Dinamo Zagreb cambió su nombre a "HAŠK Građanski" en junio de 1991 y en febrero de 1993 a "Croatia Zagreb". Volvió a su clásica denominación de "Dinamo Zagreb" en febrero de 2000.
- El actual NK Varaždin se denominó "Varteks" desde 1958 hasta 2010.

## Múltiples campeones
Los jugadores en negrita continúan en activo. Los títulos que se marcan con un asterisco (*) son del premio yugoslavo anterior a 1991.
| Premios | Jugador           | Años campeón                                                                 | Club(es)                                      |
| ------- | ----------------- | ---------------------------------------------------------------------------- | --------------------------------------------- |
| 10      | Luka Modrić       | 2007, 2008, 2011, 2014, 2016, 2017, 2018, 2019, 2020, 2021, 2022, 2023, 2024 | Dinamo Zagreb, Tottenham Hotspur, Real Madrid |
| 6       | Davor Šuker       | 1992, 1994, 1995, 1996, 1997, 1998                                           | Sevilla FC, Real Madrid                       |
| 3       | Dado Pršo         | 2003, 2004, 2005                                                             | AS Monaco, Rangers FC                         |
| 2       | Velimir Zajec     | 1979*, 1984*                                                                 | Dinamo Zagreb, Panathinaikos                  |
| 2       | Dragan Stojković  | 1988*, 1989*                                                                 | Estrella Roja                                 |
| 2       | Robert Prosinečki | 1990*, 1997                                                                  | Estrella Roja, Dinamo Zagreb                  |
| 2       | Zvonimir Boban    | 1991, 1999                                                                   | AC Milan                                      |
| 2       | Ivica Olić        | 2009, 2010                                                                   | Bayern Munich                                 |
| 2       | Mario Mandžukić   | 2012, 2013                                                                   | Bayern Munich                                 |